# Голова риби

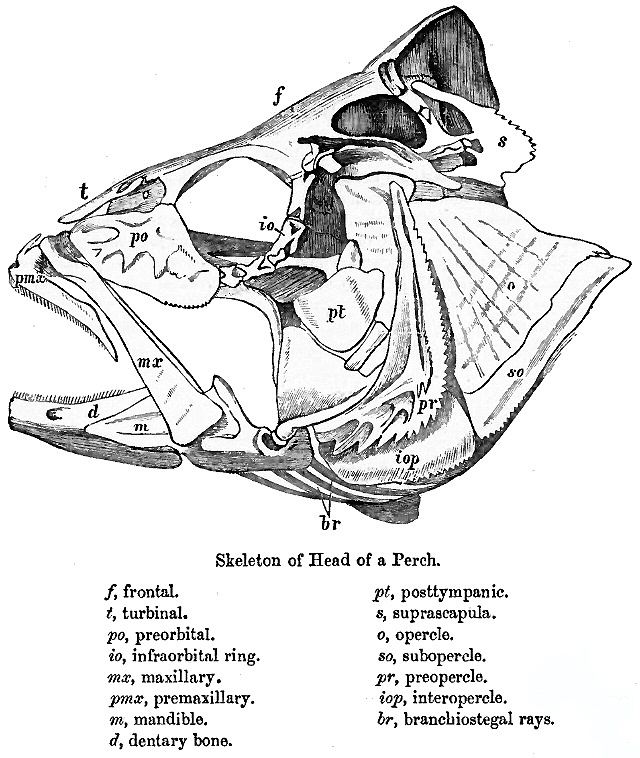
Скелет голови окуня

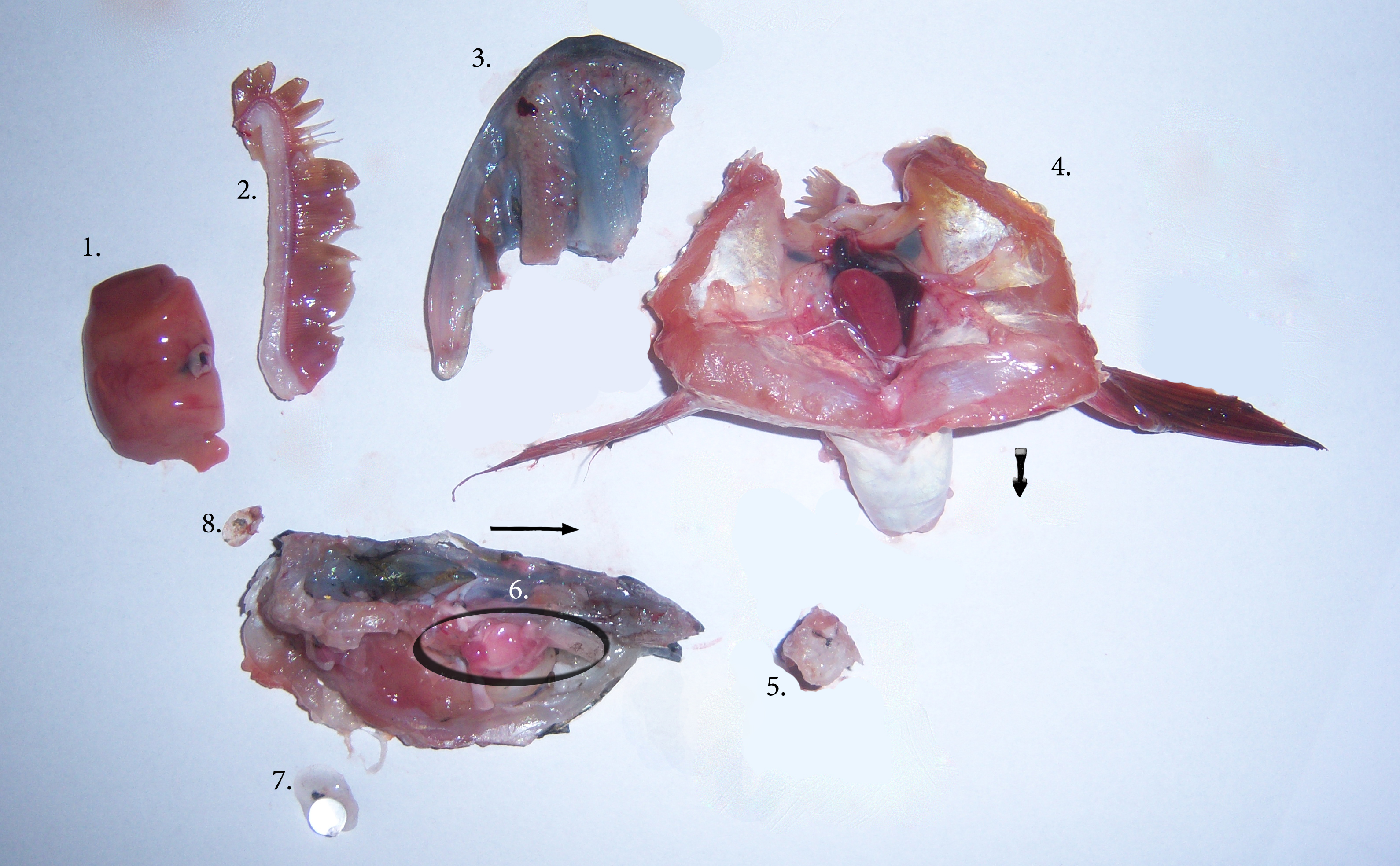
Частини голови щуки. 1: печінка, 2: зяброва дуга, 3: піднебіння з гострими зубами, 4: серце у центрі, 5: фрагмент спинного мозку, 6: мозок, 7: сферичний кришталик, 8: луска

Голова риби, відокремлена, або прикріплена до решти риби, іноді використовується у стравах або для приготування рибної основи.

## Анатомія
Голова риби включає морду, від ока до передньої точки верхньої щелепи, зяброві кришки(відсутні у акул та безщелепних риб) та щоки, яка простягається від ока до зябрових кришок. Зяброві кришки можуть мати або не мати шипи. У акул та деяких примітивних кісткових риб за кожним оком знаходиться бризкальце, невеликий додатковий зябровий отвір.
Череп у риб утворений лише із ряду нещільно з'єднаних кісток. Безщелепні риби та акули мають лише хрящовий ендокраніум, причому як верхня, так і нижня щелепи є окремими елементами. У кісткових риб є додаткова шкірна кістка, що утворює більш-менш цілісний дерматокраніум у дводишних і кісткових ганоїд. Нижня щелепа утворює підборіддя.

## Культурні аспекти

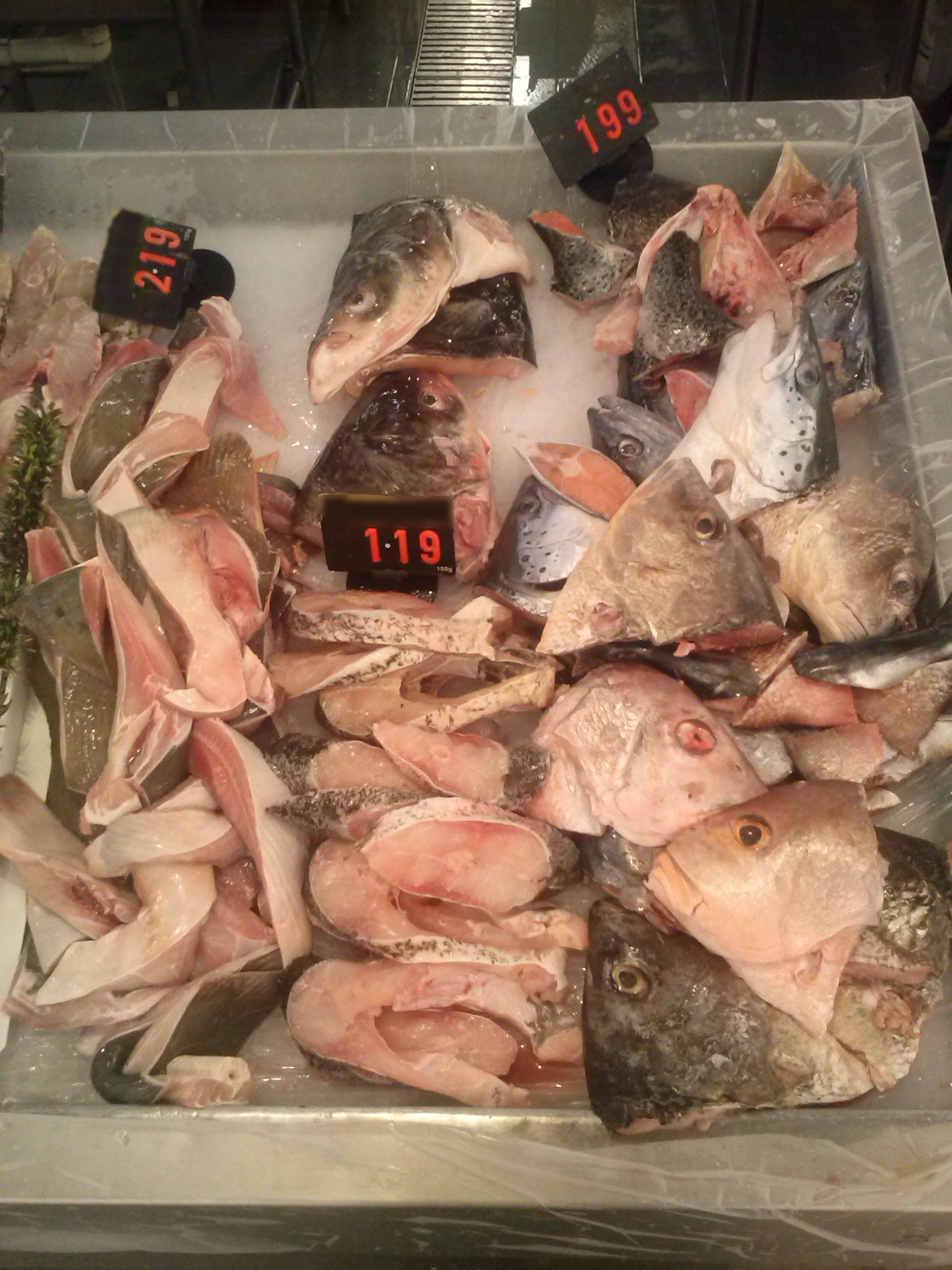
Голова риби на ринку

У деяких єврейських громадах традиційно їдять риб'ячу голову на Рош га-Шана (страву буквально назвиють «голова року»).
У сицилійському чаклунстві прийнято залишати риб'ячу голову біля дверей свого ворога, щоб відвернути злий намір. Це також робить старша бабуся, коли мафіозна рибальська сім'я зазнала кривди від ділового партнера. Практика датується щонайменше 1308 роком, коли Данте згадував про це у своєму епосі «Божественна комедія».
У серйознішій суперечці про намір початку збройного конфлікту може сигналізувати голова козла чи голова коня.
Риб'ячі голови стали головною темою пісні 1978 року «Fish Heads» американського рок-дуету Barnes & Barnes.
Є багато посилань на розмовляючі риб'ячі голови в різних послідовностях сновидінь Тоні Сопрано у серіалі HBO «Клан Сопрано».
Риб'ячі голови здобули популярність у 2009 році завдяки Green Peace, коли активісти організації скинули 5 тонн риб'ячих голів під двері Міністерство рибного господарства Франції.

## У їжі
| Назва                                    | Зображення | Походження               | Опис |
| ---------------------------------------- | ---------- | ------------------------ | --- |
| Калділло де конґріо                      |            | Чилі                     | Готується з конгріо Колорадо (червоний морський вугор), виду вугрів, поширеного в Чилійському морі, шляхом варіння риб'ячих голов розом із цибулею, часником, коріандром, морквою та чорним перцем. Після того, як вони звариться, використовується лише відвар. Цибуля і часник обсмажуються разом з подрібненими помідорами. Потім овочі змішують з бульйоном, рідкими вершками, вареною картоплею та маринованим та відвареним морським вугрем.                                                    |
| Ченчеда                                  |            | Індія                    | Готується з подрібненими рибними головами разом з овочами. Основними інгредієнтами є риба (як правило, Labeo rohita або тилапія) та овочі, такі як баклажани, картопля, помідори, кабачки, цибуля тощо. |
| Краппіт гід                              |            | Шотландія                | (Українською: фарширована голова). Готується у рибальських поселеннях Півночі, Гебридів та Північно-Східної Шотландії з вісімнадцятого століття. У часи, коли грошей не вистачало, більш дорогі філе риби, такі як тріска або пікша, продавались на ринку, а риболовлі субпродукти та менш привабливі частини вживалися у їжу. |
| Пиріг «Зоргазі»                          |            | Корнуолл                 | Готується із сардин разом з яйцями та картоплею, покритих запеченою кондитерською скоринкою. Хоча існує кілька варіацій використання різних риб, унікальною особливістю пирога «Зоргазі» є риб'ячі голови (а іноді і хвости), що виступають крізь скоринку, ніби вони, здається, дивляться вгору. Це дозволяє маслам, що виділяються під час приготування, повертатися назад в пиріг. |
| Кассероль з рибної голови                |            | Китай                    | Готується з риб'ячою головкою (близько 1 кг), тофу, кайенським перцем, кунжутною олією, рослинною олією, паростками часнику, цибулею-шалотом, імбиром, соєю, сіллю, кулінарним вином, білим цукром та глутаматом натрію. Голова риби промивається, маринується в соєвому соусі і обсмажується з додаванням кулінарного вина. Потім голову тушкують і подають, прикрасивши паростками часнику та кунжутною олією. Бульйон у цій страві має молочно-білий колір.                                        |
| Карі з риб’ячої голови                   |            | Малайзія                 | Ця страва з'явилася у Сінгапурі, коли шеф-кухар хотів, щоб його їжа в південно-індійському стилі задовольняла ширшу клієнтуру, зокрема китайських споживачів, які вважали риб'чу голову особливою стравою. Голова червоного окуня напівтушена в каррі в кералаському стилі з різноманітними овочами, зокрема, бамією і баклажанами, та зазвичай подається з рисом або хлібом. |
| Карі з риб’ячої голови                   |            | Індія                    | В Індії та Бенгалії, де основними продуктами є рис та риба, дуже популярне каррі з рибною головою, приготоване з бобами муг або унг, але також можнуть використовуватися інші овочі. Підлива дуже густа і дуже гостра. Labeo rohita — найпопулярніша риба, яка використовується для приготування цієї страви. |
| Карі з риб’ячої голови                   |            | Перанакан                | Перанакани — група етнічних китайців. Сьогодні в ресторанах Перанаканів подають різноманітні страви з голови риби. |
| Мурі ганту                               |            | Бенгалія                 | Готується з рису та риб'ячих голів, як правило, голів Labeo rohita. Він не повністю приготований, надаючи страві зернисту структуру. Пеереважно готується на свята. |
| Тепа                                     |            | Юпіки центральної Аляски | Тепаси, які також називають смердючі голови, — це ферментовані голови сигів. Звичайний спосіб їх приготування — помістити риб'ячі голови та кишки в дерев'яну бочку, накрити мішковиною і закопати в землю приблизно на тиждень. для скорочення часу приготування, у наш час, бочку замінили поліетиленові пакети та відра. Однак це збільшило ризик ботулізму, і ескімоси-юпіки повернулися до ферментації риб'ячих голів безпосередньо в землі.                                                     |
| Суп з риб'ячої голови з рисовою локшиною |            | Малайзія                 | Малайзійський сніданок, що готується з тушкованих риб'ячих голів та рибних кісток, зазвичай із амуром. Традиційно ця рибна основа готується шляхом кип'ятіння і томління у фритюрі рибних кісток, щоб отримати молочно-білий рибний бульйон. Однак, з часом місцеві продавці пристосували спосіб приготування і замість цього для зручності використовують концентроване молоко для отримання молочно-білого рибного бульйону. Тому, місцеві жителі тепер звикли до смаку молочного рибного бульйону. |

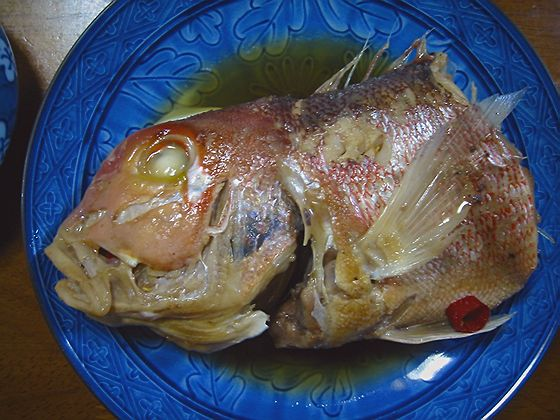
Голова риби (Branchiostegus japonicus[en]), Японія
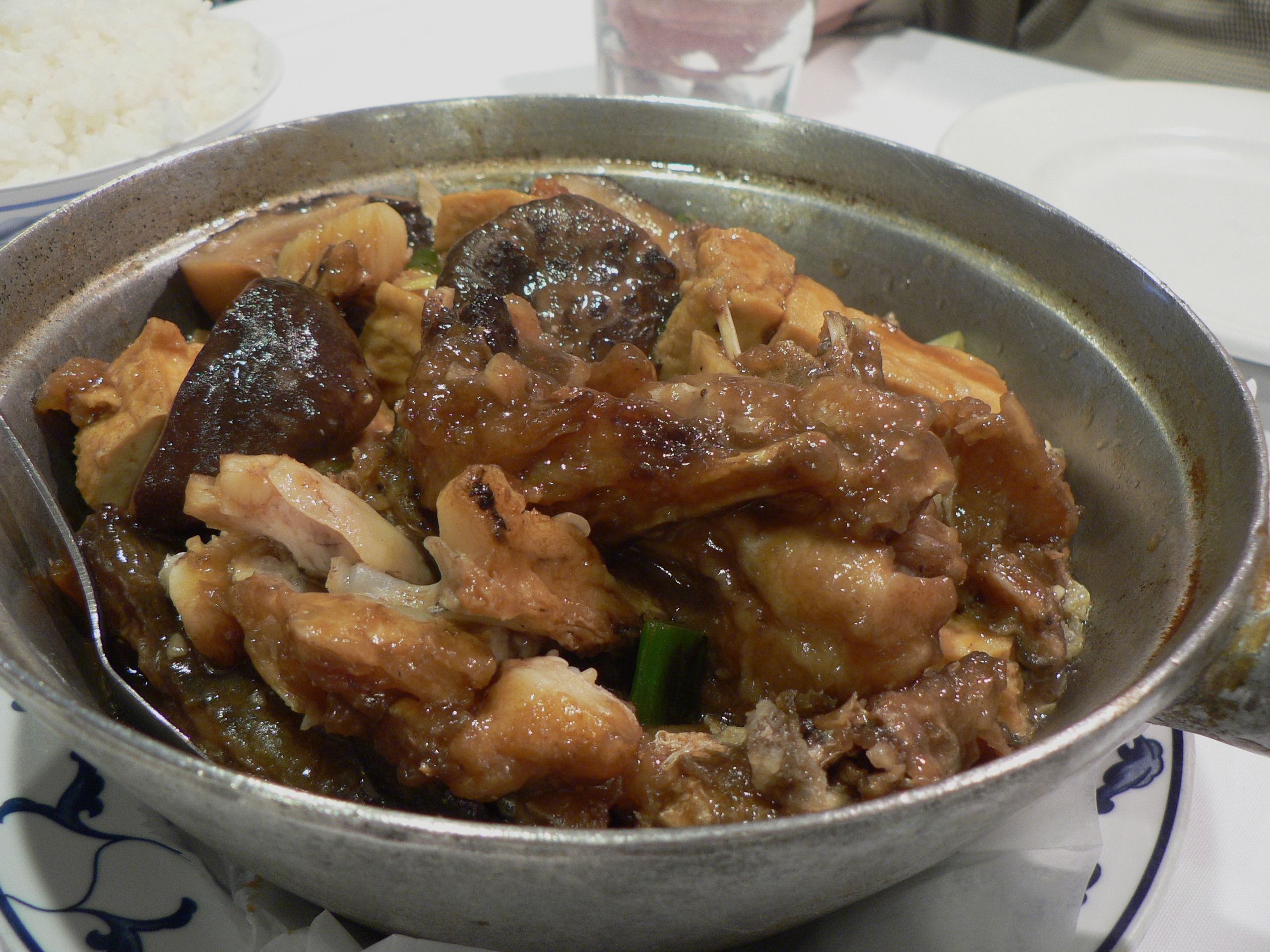
Тушкована голова риби в горщику
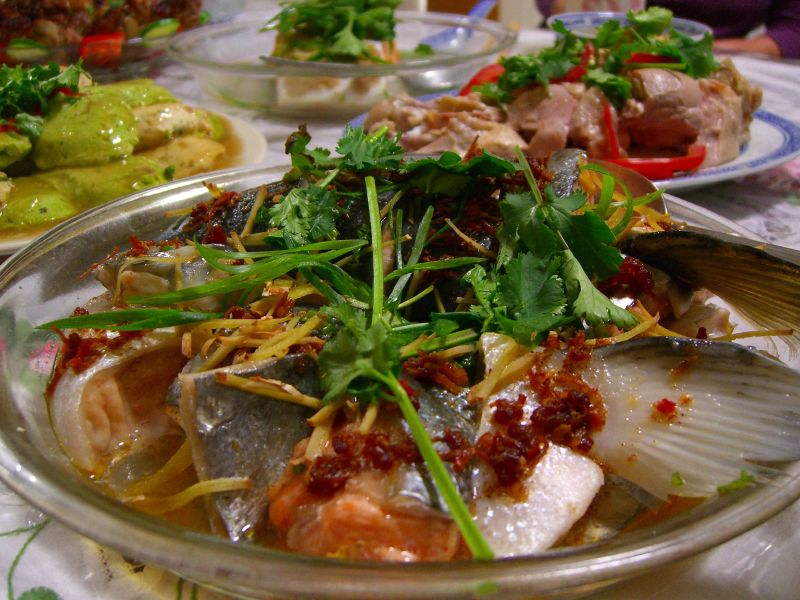
Голова лосося на пару
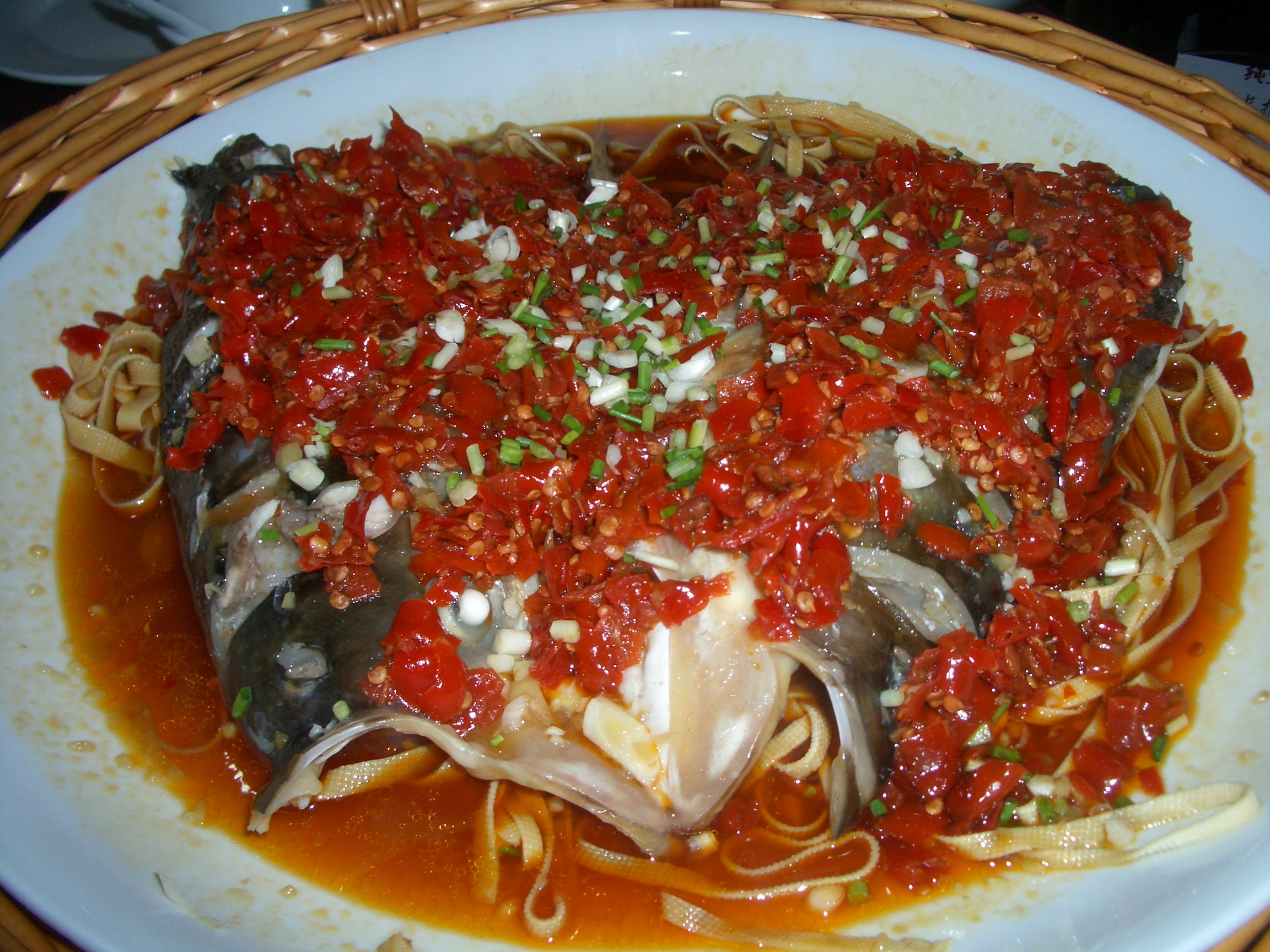
Риб'яча голова із пюре з перця
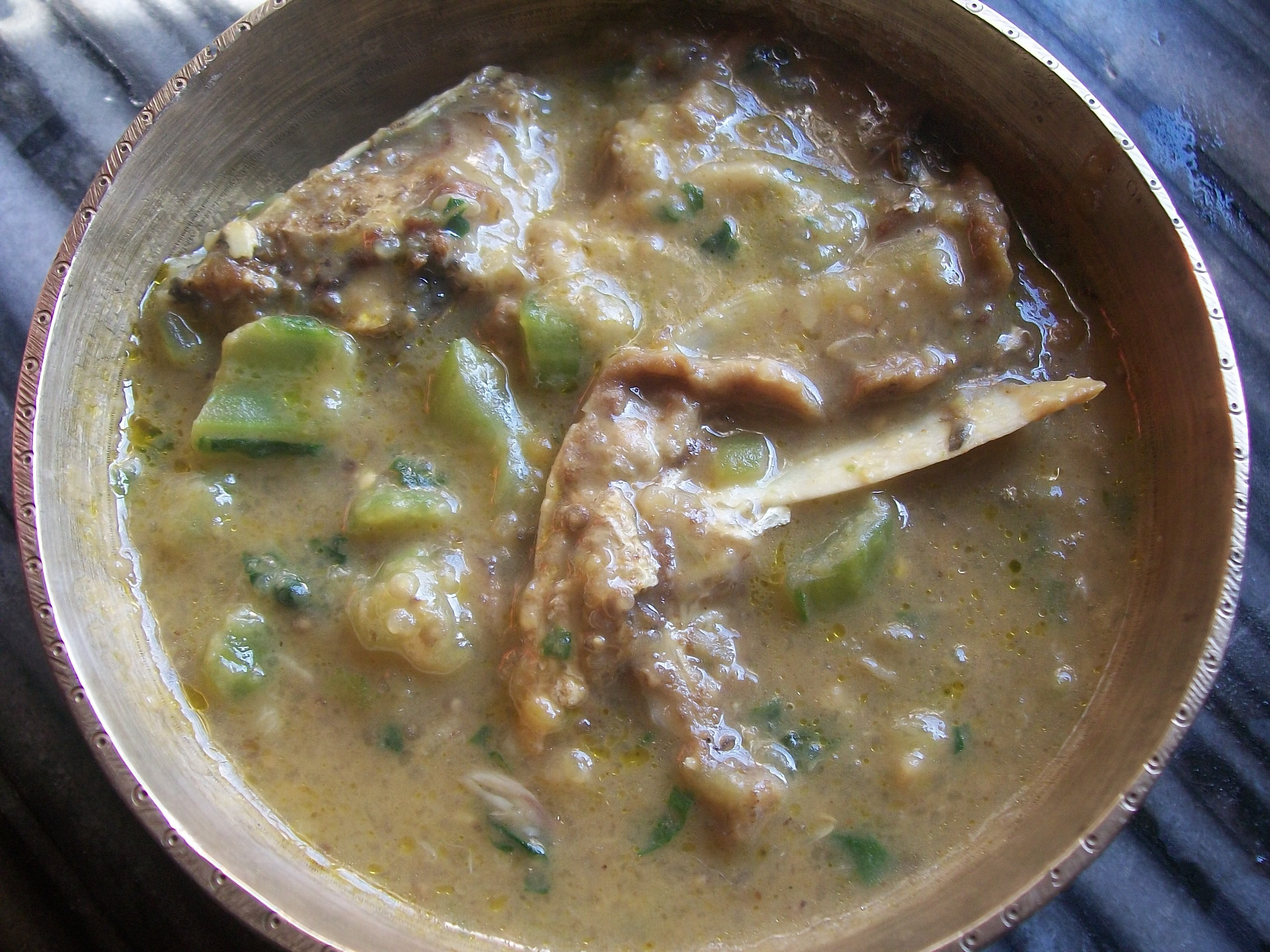
Страва асамської кухні хар з риб’ячими головами Labeo rohita